# Журавлёв, Юрий Иванович (разведчик)
Юрий Иванович Журавлёв (1932—2021) — руководитель управления «С» (нелегальной разведки) Первого главного управления КГБ СССР, генерал-лейтенант.

## Биография
Член КПСС. Работал в резидентуре в Нью-Йорке с 1965 до 1968. По непроверенным данным, участвовал в операции «Соло», будучи с 1974 по 1977 годы под дипломатическим прикрытием представителя СССР в ООН.
Был заместителем в 1990, затем руководителем управления «С» (нелегальной разведки) ПГУ КГБ СССР с июня 1991 года и до распада СССР.
В дальнейшем в отставке. Являлся ответственным секретарём редакционной коллегии 6-томника «Очерки истории российской внешней разведки».
Похоронен в Москве на Троекуровском кладбище.

### Звания
- генерал-лейтенант.

### Награды и премии
- ордена;
- медали.
- премия Службы внешней разведки Российской Федерации. «Отечество, доблесть, честь» (2006 год)[5], как соавтору энциклопедического издания «История российской внешней разведки»: Очерки: В 6 т. М., 2006 (см. библиографию).

## Публикации
- Ермаков Н. А., Журавлёв Ю. И., Колбенев Э. К., Костромин Л. П., Косюков Ю. Л., Кузиков В. А., Орлов Г. А., Шарапов Э. П., Юринов Б. Д. «История российской внешней разведки»: Очерки: В 6 т. — М.: Международные отношения, 2006, — 5 000 экз.
- Ред.: Трубников В. И., Кирпиченко В. А., Журавлёв Ю. И. Сост.: Байдаков А. И., Барковский В. Б., Волосов Ю. А., Гончаров Г. И. «Очерки истории российской внешней разведки» М.: Международные отношения, 1997—2006. ISBN 5-7133-0859-6.[6][7]